# Mangghystau

Lägeskarta

Mangghystau (kazakiska: Маңғыстау) är en provins (oblyst) i sydvästra Kazakstan med en yta på 156 600 km² och 331 900 invånare (2005). Provinshuvudstad är Aqtau.